# Phyllanthus puntii
Phyllanthus puntii là một loài thực vật có hoa trong họ Diệp hạ châu. Loài này được G.L.Webster mô tả khoa học đầu tiên năm 2004.